# Sei Itō
Sei Itō, nato Itō Hitoshi (伊藤整?, Itō Sei; Matsumae, 16 gennaio 1905 – Tokyo, 15 novembre 1969), è stato uno scrittore, critico letterario e traduttore giapponese.

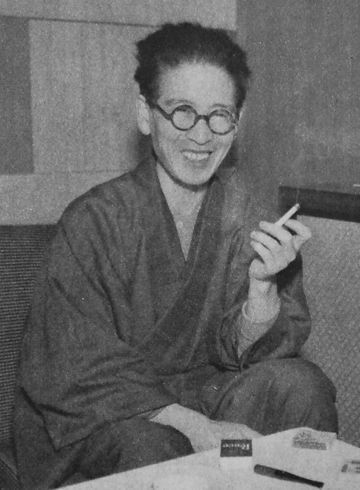
Itō Sei, 1954

Esordì nel 1926 con la raccolta di poesie intitolata Yukiakari no michi (trad.: Sentiero illuminato dalla neve) e in seguito si concentrò sulla produzione di romanzi e sulla critica letteraria, affermandosi come sostenitore e teorico della "nuova letteratura psicologica" (shin shinrishugi bungaku no, 新心理主義文学の), una tendenza letteraria ispirata a Joyce e alla psicanalisi freudiana che intendeva ricercare e rappresentare la psicologia umana con tecniche narrative come il flusso di coscienza e il monologo interiore.
Tradusse scrittori modernisti come James Joyce, Marcel Proust e D.H. Lawrence. Per la traduzione de L'amante di Lady Chatterley fu processato e condannato negli anni cinquanta, insieme all'editore, con l'accusa di oscenità.
Dopo la seconda guerra mondiale pubblicò lunghe opere come Hi no tori (火の鳥, trad.: Uccello di fuoco, 1953), completando anche la sua opera principale Kindai Nihon no bungakushi (近代日本の文学史, trad.: Storia del mondo letterario giapponese, 1952-69) dall'era Meiji al primo periodo Taishō.
È stato direttore del Museo della letteratura moderna giapponese, vicepresidente del Japan PEN Club e membro della Japan Art Academy.
Morto il 15 novembre 1969, l'anno successivo è stato nominato per il Premio Nobel per la letteratura.

## Biografia

### Primi anni
Itō Hitoshi nacque il 16 gennaio 1905 nel villaggio di Sumiyasawa, distretto di Matsumae, Hokkaido. Era il maggiore di dodici figli di una famiglia della classe media; la madre proveniva da una famiglia locale di Matsuma, il padre, originario di Hiroshima, era fuggito dalla vita di villaggio arruolandosi nell'esercito e aveva combattuto nella guerra sino-giapponese e in quella russo-giapponese. Tra il 1904 e il 1905, durante l'assedio di Port Arthur, rimase seriamente ferito nella sanguinosa battaglia della "Collina 203" e fece ritorno ad Hokkaido proprio nel giorno in cui Hitoshi nacque, trovando in seguito lavoro come insegnante nella scuola locale.

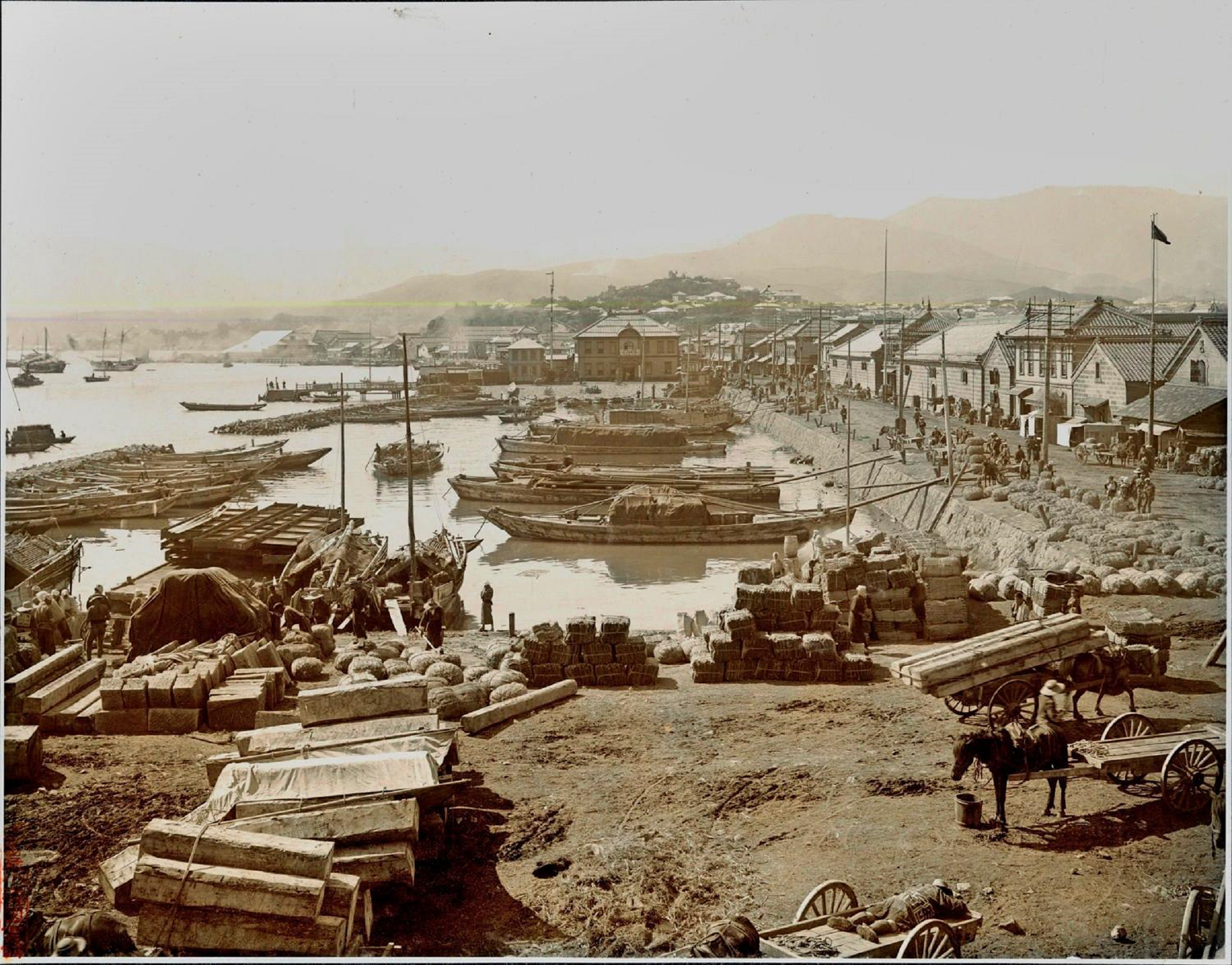
Porto di Otaru nel 1909

Hitoshi iniziò a interessarsi di poesia mentre frequentava il terzo anno della scuola media ad Otaru, una fiorente città portuale di confine collegata con un regolare servizio di barche a un'altra colonia interna, Karafuto (Sachalin), così come alla Manciuria; l'interesse gli venne dopo aver letto una raccolta di Tōson Shimazaki che il suo compagno di scuola Shigemichi Suzuki (divenuto in seguito un poeta, noto con il nome di Kokichi Kitami), più grande di lui di due anni, gli aveva prestato in treno mentre si recavano a scuola.
Alle superiori, frequentate nella prestigiosa Otaru Koto Shogyo Gakko, un college commerciale diventato in seguito l'Università di Commercio di Otaru, conobbe il futuro scrittore Takiji Kobayashi e il poeta Toshio Takahama, di un paio d'anni più grandi di lui, con i quali condivise la passione per la lettura di romanzi e di poesie occidentali.
Dopo il diploma divenne insegnante di inglese presso la vecchia scuola media della città di Otaru. Nel 1923 pubblicò tanka e poesie nella rivista Aozora, prodotta in proprio con l'amico Noboru Kawasaki, fratello maggiore della poetessa Chika Sagawa, della quale nel 1936 avrebbe raccolto e curato le poesie.

### Debutto letterario e trasferimento a Tokyo
Nel 1926 pubblicò a sue spese la raccolta Yukiakiri no michi (trad.: Sentiero illuminato dalla neve), in cui la maggior parte delle oltre cento poesie ispirate alla natura, intervallate da foto in cui è ripreso da solo o con i suoi amici, è suddivisa nelle quattro stagioni dell'anno.
Il 1926 fu anche l'anno in cui per la prima volta si recò nel Giappone continentale, il cosiddetto "naichi", visitando Niigata, un'esperienza descritta successivamente nel suo romanzo autobiografico Wakai shijin no shōzō (若い詩人の肖像? trad.: Ritratto di un giovane poeta, 1956). Fino ad allora Itō aveva sempre vissuto ad Hokkaido, uno "spazio coloniale" da lui avvertito come una dimensione altra rispetto al "vero" Giappone che conosceva solo indirettamente, attraverso i libri e i dipinti; l'impressione che ne ricavò fu molto forte.

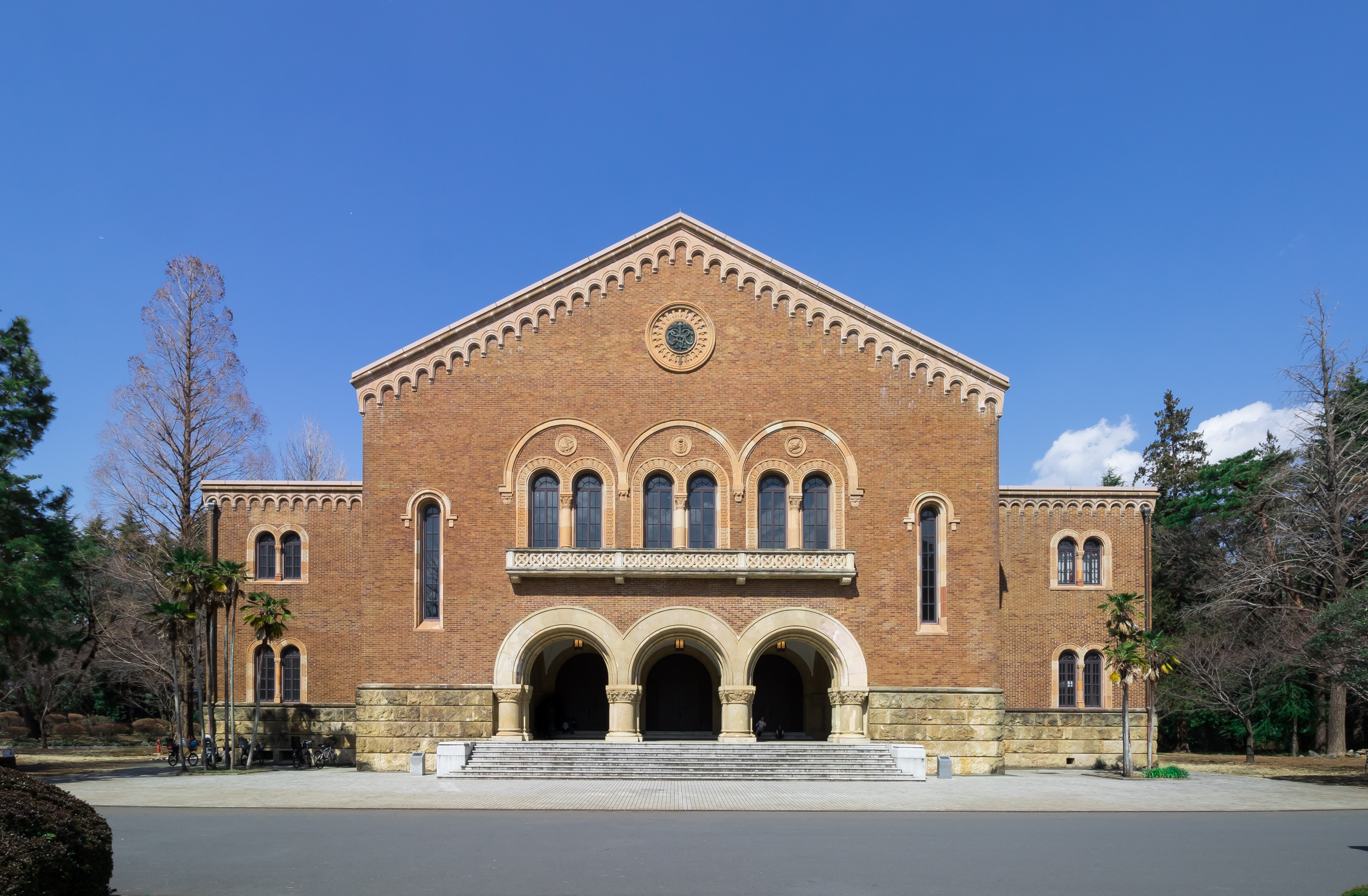
Hitotsubashi University. Kanematsu Auditorium

Due anni dopo, mosso dal desiderio di diventare un poeta di successo e di fuggire da quella che avvertiva come un'opprimente atmosfera provinciale, lasciò il lavoro di insegnante di scuola media nella città di Otaru e si trasferì a Tokyo, dove si iscrisse all'Università del Commercio (ora Università Hitotsubashi), dalla quale si sarebbe ritirato nei primi anni trenta.
Quando partì per la capitale, nonostante i suoi amici lo avessero sconsigliato ricordandogli l'alto numero di scrittori esordienti che avevano scelto quella destinazione con scarse possibilità di diventare famosi, la sua famiglia stava vivendo una situazione difficile; a seguito della crisi economica maturata in quegli anni, il padre si era indebitato, aveva perso la casa e le sue condizioni di salute erano peggiorate. Al suo trasferimento nella capitale, Hitoshi lasciò il padre malato alle cure della sorella maggiore e di suo marito. Il suo venir meno ai doveri di primogenito sarebbe stato in seguito sottolineato da diversi critici, come Sone Hiroyoshi e Kuroi Senji, che avrebbero ravvisato in alcune sue opere l'influenza del senso di colpa generato da questa sua scelta.

### Anni Trenta
Negli anni venti del Novecento si era affermato in Giappone un gruppo letterario, la cosiddetta "Scuola della nuova sensibilità" (Shinkankakuha 新感覚派), ritenuto il punto di avvio del movimento modernista giapponese, i cui principali esponenti erano Yokomitsu Riichi e Kawabata Yasunari. I suoi sostenitori, raccolti intorno alla rivista Bungei jidai (trad.: Età letteraria), fondata nel 1924, si ispiravano ai movimenti di avanguardia europea - dadaismo, surrealismo, espressionismo, costruttivismo - rifiutavano i canoni narrativi del naturalismo allora dominante, a favore del rinnovamento e della sperimentazione stilistica in narrativa e poesia ed esprimevano la loro distanza critica dal "romanzo dell'io" (shishosetsu), così come dalla letteratura proletaria.

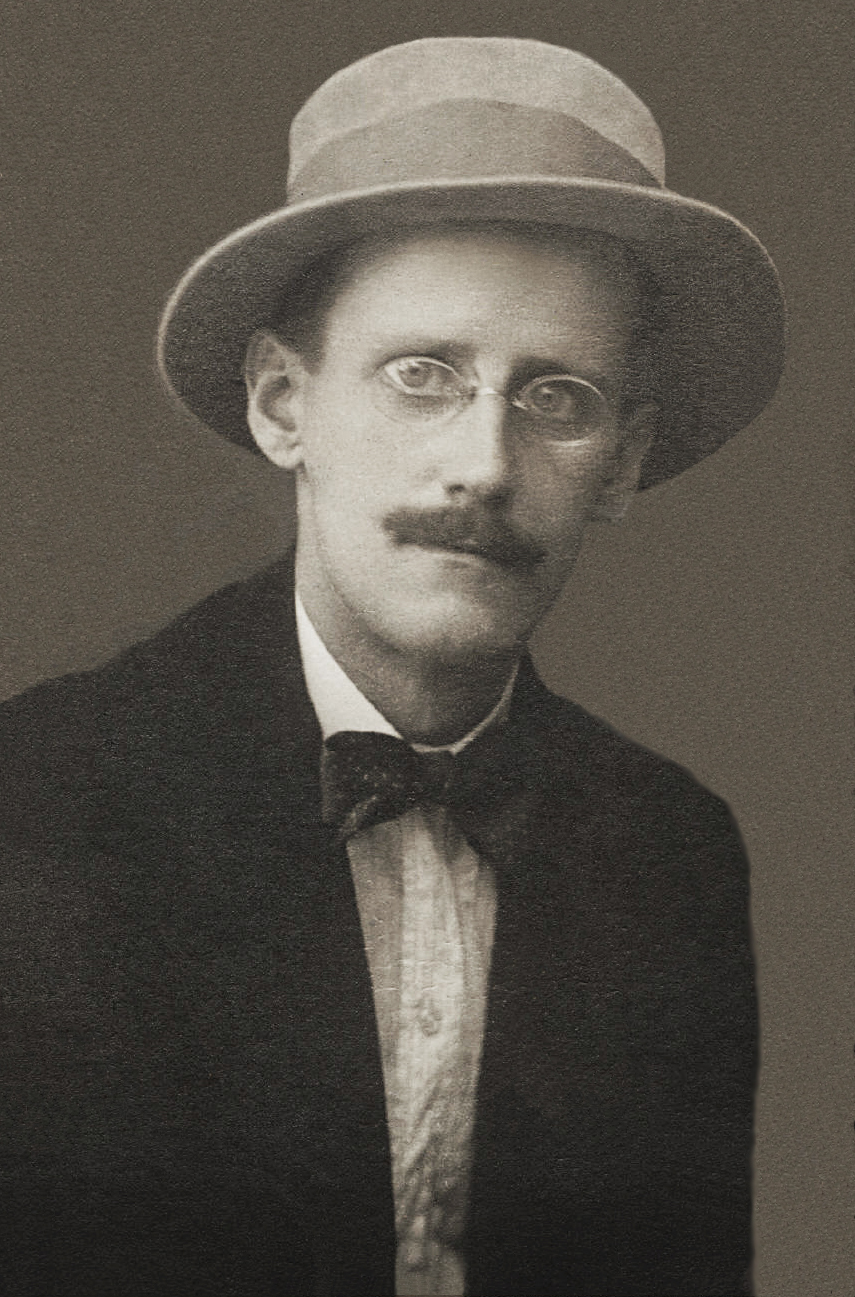
James Joyce in una fotografia di Alex Ehrenzweig, 1915

Come altri aspiranti scrittori, Itō si gettò con entusiasmo nelle varie correnti letterarie e artistiche di quel periodo, sostenendo la scrittura sperimentale, di cui Yokomitsu Riichi, scrittore da lui molto amato, stava dando prova con il suo romanzo Shanghai, pubblicato a puntate tra il 1928 e il 1931 su una rivista letteraria.
Insieme a scrittori come Junzaburō Nishiwaki e Tomoji Abe, con cui condivise l'interesse per la letteratura modernista europea, collaborò alla rivista Shi to shiron (と詩論, trad.: Poesia e poetica), nata nel 1928, che sosteneva lo sviluppo di una poesia pura, lontana dalla politica e dai problemi sociali e promuoveva l'introduzione in Giappone del modernismo attraverso la diffusione di scritti di autori come Gertrude Stein, T.S. Eliot ed Ezra Pound.
Prendendo le distanze dalla letteratura proletaria - negli anni trenta scrisse diversi articoli critici nei confronti dell'ideologia marxista - Itō con la sua prima opera narrativa, Kanjōsaibō no danmen (trad.: Sezione trasversale delle cellule emozionali, 1930) sperimentò la tecnica del flusso di coscienza, introdotta in Giappone soprattutto attraverso l'opera di Joyce, un autore da lui amato e citato nella prefazione del volume di poesie con il quale esordì nel 1926, Yukiakiri no michi.
Del romanzo Ulisse trattò per la prima volta lo studioso di letteratura inglese Doi Kochi in un saggio pubblicato nel 1929 nella rivista Kaizō, accompagnato dalla traduzione di dieci pagine dell'opera, che fu accolto molto positivamente tra gli scrittori modernisti della capitale.
Il forte interesse nei confronti dell'autore irlandese prese forma in quella che venne denominata "febbre di Joyce" che raggiunse il suo culmine tra il 1931 e il 1932: vi furono coinvolti, oltre a Itō, diversi autori che utilizzarono le nuove tecniche narrative nella scrittura delle loro opere: tra questi, Yokomitsu Riichi pubblicò nel 1930 Kikai (機械, trad.: Macchina), anticipando di qualche mese Kawabata Yasunari con la sua Suisho Genso (水晶幻, trad. Immagini di cristallo, 1931).
Mentre Kawabata elogiò apertamente il suo rivale per la maestria con cui aveva usato questa nuova tecnica in Kikai, espresse alcune riserve sul racconto di Itō Sezione trasversale delle cellule emozionali, da lui stesso recensito nel 1930 nella nuova rivista Bungei Rebyuin, fondata da Itō e da altri amici scrittori, mettendo in evidenza i pericoli dell'uso del flusso di coscienza. La sua recensione, solo in parte critica, rappresentò il primo riconoscimento del giovane autore, che si assicurò un certo prestigio nel circolo cosmopolita della cultura modernista. I suoi racconti, tuttavia, non ottennero molto successo, perché ritenuti eccessivamente freudiani.

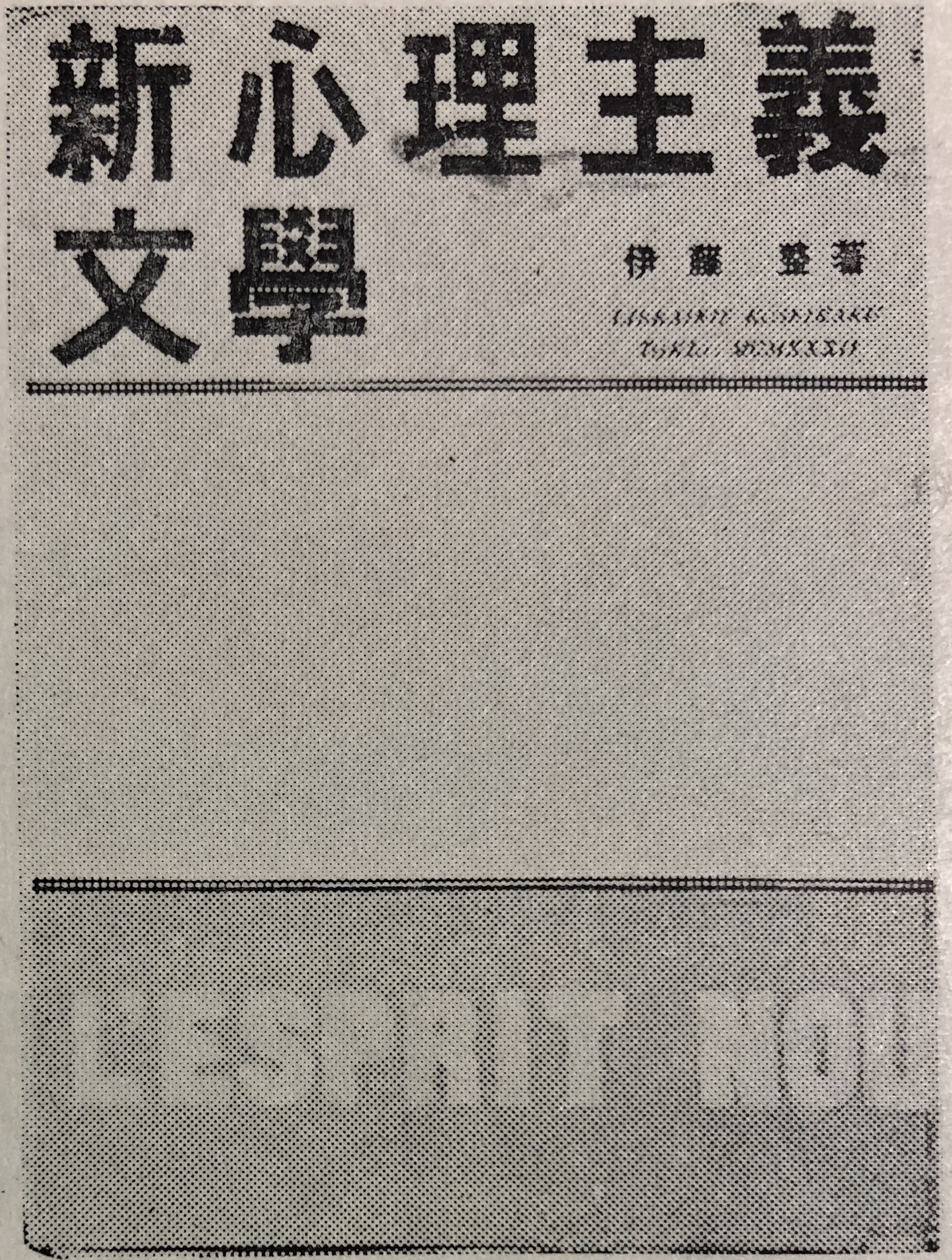
Copertina del libro di Itō Shin shinrishugi bungaku, pubblicato nel 1932

Nei primi anni trenta Itō pubblicò su diverse riviste saggi che riguardavano la traduzione della letteratura del XX secolo, il flusso di coscienza e lo stile di James Joyce, indagato in profondità nell'articolo Hōhō to shite no 'Ishiki no Nagare' (trad.: Il metodo della coscienza). Nel 1930 iniziò con i colleghi Sadamu Nagamatsu e Hisanori Tsuji la prima traduzione giapponese completa di Ulisse, pubblicata in due volumi da Daiichi-Shobo - il primo nel 1931, il secondo nel 1934 - e serializzata nella rivista Shi to shiron (と詩論, trad.: Poesia e poetica).  Dopo la pubblicazione del secondo volume il libro fu bandito per oscenità e ne fu consentita la ripubblicazione, a condizione che il soliloquio di Molly Bloom venisse tagliato.
Nel 1932 scrisse la raccolta di racconti Seibutsusai (生物祭, Il festival degli esseri viventi). Nello stesso anno, nella sua prima raccolta critica Shin shinrishugi bungaku (新心理主義文学 , trad.: La nuova letteratura psicologica, 1932), propose il "nuovo psicologismo", influenzato da James Joyce e dalla lettura di Freud, tradotto per la prima volta in giapponese nel 1929.

#### Yūki no machi(1932)
(Itoh Sei, Showa buneaku Zenshû 昭和文学全集, 1990, 11, p. 51)
Un esempio dell'utilizzo delle tecniche del flusso di coscienza, del dialogo interiore e della polifonia è rappresentato dal successivo racconto pubblicato nel 1937, Yūki no machi (trad.: La città dei fantasmi) che si pone al culmine del periodo modernista-joyciano.
Scritto in prima persona, ha come protagonista Utō, l'alter ego di Itō, che fa ritorno nella città natale di Otaru dopo dieci anni di assenza. Nel corso di un giorno, passeggiando per le strade della città che fanno da specchio alle sue sensazioni e al suo stato d'animo, vive numerose avventure al limite dello stato allucinatorio, incontra persone del suo passato nella dimensione di spettri che lo perseguitano accusandolo di codardia e infedeltà, tra cui i fantasmi di Kobayashi Takiji e Akutagawa Ryūnosuke, ampiamente caricaturizzati per attaccare nel primo il marxismo e nel secondo l'establishment letterario.

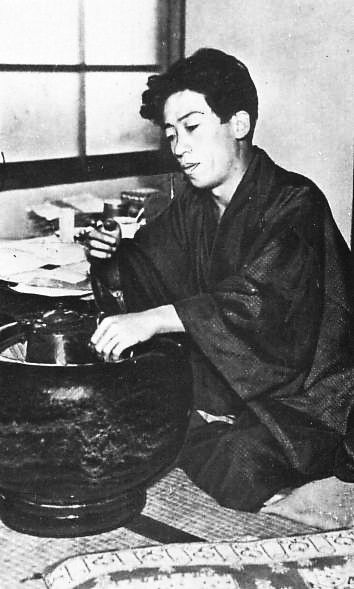
Lo scrittore Takiji Kobayashi, iscritto al Partito Comunista Giapponese e morto nel 1933 a seguito delle torture inflittegli dalla polizia

Romanzo fortemente innovativo per la sua frammentazione e le tecniche adottate, mantiene tuttavia i suoi legami con il filone del shishōsetsu (I-novel) per le analogie facilmente ravvisabili tra autore e narratore e il suo stile confessionale, nonostante la presenza di una forma di "dissoluzione dell'io" caratterizzata dal prevalere delle percezioni sensoriali, di un ritmo improntato a estrema velocità e di una descrizione di Otaru modellata sulla Dublino ritratta in Ulisse. La dimensione realistica, completamente sovvertita in un crescendo di atmosfere fantastiche, surreali, parodistiche e grottesche, lo avvicina all'estetica ero guro, mentre l'analisi del lato oscuro del sé espresso attraverso la scrittura, rinvia ai principi teorizzati nel Shin shinrishugi bungaku (1932), la "letteratura psicologica" nella quale Itō aveva presentato temi ispirati a Freud.
Per i suoi contenuti, il rapporto stabilito tra Tokyo e Hokkaido, gli atteggiamenti negativi manifestati nei confronti degli Ainu e di altre persone che il narratore incontra, il testo, scritto nell'anno dello scoppio della seconda guerra sino-giapponese, è stato anche interpretato dai critici come espressione dell'ideologia colonialista che alla fine degli anni trenta permeava la cultura e la società giapponese; altri studi, come quello di Okuno Takeo, hanno visto nel tono disperato di Yūki no machi, negli orridi spettri incontrati dall'autore, il riflesso del disprezzo di sé e dei sensi di colpa provati per non essersi opposto ai cambiamenti politici e sociali in corso, di cui facevano parte l'assassinio di Kobayashi Takiji, la persecuzione degli intellettuali di sinistra e dei leader comunisti e la natura sempre più oppressiva del governo.
In un clima di progressiva soppressione da parte dello stato del pensiero radicale e liberale, negli anni trenta la maggior parte degli scrittori giapponesi venne indirizzata al conformismo e al sostegno alle politiche nazionalistiche ed espansionistiche dello Stato.
Nella seconda metà di quel decennio il modernismo declinò; la maggior parte degli scrittori modernisti degli anni venti, tra cui i primi teorici Yokomitsu e Kawabata, tornò a temi e stili giapponesi "politicamente sicuri", in un quadro di progressiva affermazione di interesse per la letteratura classica giapponese.
Verso la fine degli anni trenta Itō scrisse il romanzo Seishun (青春, trad.: Giovinezza, 1938) e diverse raccolte di racconti, tra cui Ishi o nageru onna (石を投げる女, trad. La donna che lancia pietre, 1938) e Machi to mura (街と村, trad. Città e villaggio), che raccoglieva in un unico libro i racconti Yūki no machi (La città dei fantasmi,1937) e Yūki no mura (Il villaggio dei fantasmi, 1938), ispirati all'episodio di Circe in Ulisse, usciti in precedenza in alcune riviste letterarie.
Con l'aumentato controllo del governo giapponese sulla stampa, il Patto tripartito sottoscritto nel 1940 con la Germania nazista e l'Italia fascista e la successiva guerra del Pacifico, gli elementi occidentali presenti nella sua produzione si eclissarono e il mondo letterario venne progressivamente riorganizzato "come un'organizzazione responsabile della mobilitazione e dell'incitamento alla guerra".

### Anni Quaranta
(Ito Sei, Kono koumotsu furorezu gara no tame ni [Per evitare che questa emozione svanisca], Miyako Shinbun, 14-17 dicembre 1941)

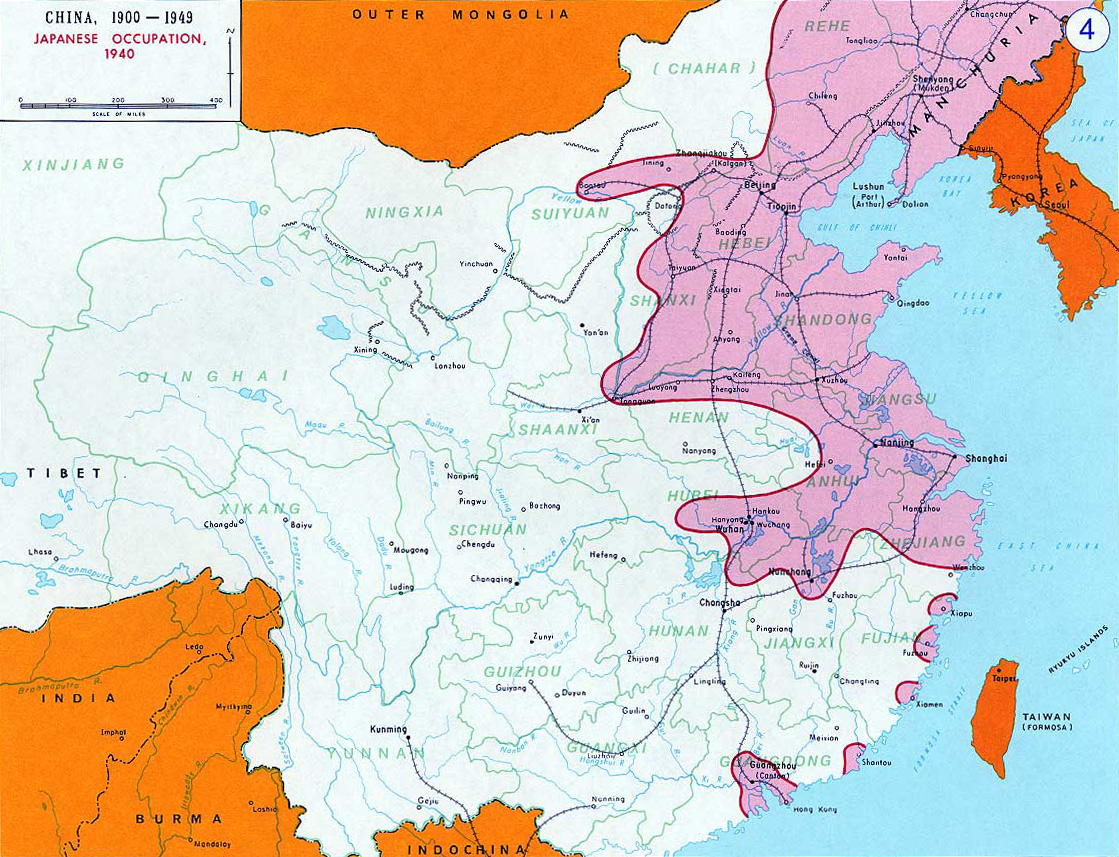
Mappa dell'occupazione giapponese in Cina, 1940

In tempo di guerra Itō fondò con altri ventidue letterati la Società Letteraria Giapponese e fece parte con altri scrittori dell'Associazione letteraria per lo sviluppo continentale (Tairiku kaitaku bungei konwakai 大陸開拓文芸懇話会), fondata nel 1939 su richiesta del Ministero dello sviluppo territoriale, che con altre associazioni promuoveva l'immigrazione agricola in Manciuria. Grazie a una sovvenzione del Ministero condusse viaggi di studio in Manciuria e nella Cina settentrionale.
Nel 1941 pubblicò nella forma letteraria del diario di viaggio (zuihitsu kikō), allora un genere di successo, Manshū no asa, (trad.: Mattinate in Manciuria), proponendosi di scrivere fedelmente ciò che aveva visto e sentito sul campo e l'anno dopo tradusse e pubblicò Mattinate in Messico (1927) di D.H. Lawrence.
Nei suoi romanzi Tokunō Gorō no seikatsu to iken (得能五郎の生活と意見, trad.: Vita e opinioni di Tokunō Gorō, 1941), esplorazione dello stile di vita di un intellettuale durante la guerra sino-giapponese, il cui titolo riprende il famoso romanzo di Laurence Sterne Vita e opinioni di Tristram Shandy, e Tokuno Monogatari (1942), Itō rappresentò l'immagine dell' "io" in modo diverso rispetto alla letteratura precedente: il suo personaggio assunse la forma di un "io multistrato", parte interessata degli eventi e nello stesso tempo registratore e analizzatore oggettivo degli stessi e del proprio "sé".
Nel dopoguerra scrisse Narumi senkichi (鳴海仙吉, Narumi senkichi), serializzato in varie riviste dal 1946 al 1948 e pubblicato poi nel 1950 come romanzo. Composto di diversi stili - poesia, romanzo dell' "io" e scrittura sperimentale - con protagonista un critico e professore di mezza età che vive a Hokkaido, separato dalla sua famiglia, richiama il personaggio joysiano di Leopold Bloom e rappresenta il tentativo finale e più completo dello scrittore di assimilare Ulisse nella sua opera.

#### Il metodo del romanzo(1948)
Nel 1948 il suo saggio di teoria letteraria Shōsetsu no Hōhō (ょうせつのほうほう, trad.: Il metodo del romanzo) esamina quello che lui ritiene essere il problema principe della letteratura, ossia la questione dell' "io" dell'autore (watakushi), il modo con cui questi esprime la sua "voce interiore".

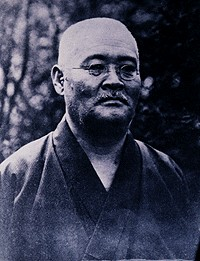
Futon di Katai Tayama è comunemente ritenuto uno dei uno dei primi esempi del genere shishōsetsu

Confrontando la natura e le caratteristiche del romanzo giapponese moderno rappresentato dal genere shishosetsu, basato sulla "riproduzione fedele dell'esperienza personale dell' autore", con i modelli narrativi e gli autori occidentali, Itō sostiene che, mentre i romanzieri europei, da lui denominati "mascherati" (kamen shinshi, lett.: gentiluomini in maschera), vivendo in stretto contatto con la società avevano bisogno di usare la "finzione" (kyoko) per esplorare sé stessi, finendo con lo scomparire dietro questo travestimento, gli autori giapponesi, definiti "schiavi fuggitivi" (tobo dorei), rivelavano il loro sé naturale direttamente, senza alcuna paura o preoccupazione per la loro rispettabilità, perché emarginati socialmente a causa della loro professione; il loro punto di riferimento non era la società, ma la corporazione del circolo letterario (bundan), un rifugio entro il quale si raccoglievano e sperimentavano una nuova moralità.
La posizione di Itō nei confronti degli scrittori di I-novel è sia di elogio che di critica. A suo parere il loro autoisolamento, prossimo al narcisismo, evitava che cadessero nella necessità di romanzare, portandoli a "sviluppare il sé autentico dello scrittore, che osservava incessantemente il proprio sé naturale, primitivo e asociale da un punto di vista distaccato e oggettivo": essi potevano essere ritenuti degli sperimentatori del pensiero moderno. Al contrario, la loro chiusura nei confronti dell'esterno li allontanava dalla società reale, declassandoli a semplici "confessori" delle loro esperienze, incapaci "sia di pensare in modo filosofico o teorico sia di creare personaggi umani rappresentativi e contemporanei nei loro romanzi".
Un'altra differenza sostanziale tra il mondo letterario europeo e quello occidentale, rilevata da Itō, risiede nel diverso modo di concepire il rapporto tra autore/ narratore e protagonista di un'opera: mentre in Europa critici e lettori non ritenevano che autore e protagonista dovessero coincidere, né criticavano la vita dell'autore sulla base di quanto sostenuto o agito dal protagonista delle loro opere, in Giappone "le opere letterarie venivano valutate come la manifestazione concreta della filosofia dell'autore" e i lettori costruivano l'opera sulla base delle informazioni possedute su di lui, la valutavano secondo il principio del makoto 真, dell'autenticità e dell'immediatezza dimostrate nell'esprimere i suoi sentimenti.

### Anni Cinquanta
Gli anni cinquanta furono il periodo in cui lo scrittore godette di maggior successo, anche come traduttore e critico letterario, soprattutto sull'onda del processo, conosciuto come "processo Chatterley", molto seguito dall'opinione pubblica, che lo tenne impegnato per diversi anni a difendere se stesso e la libertà di espressione. Su questa vicenda scrisse diversi saggi, tra cui Itō Sei shi no seikatsu to iken (伊藤整氏の生活と意見, trad.: La vita e le opinioni di Sei Ito), pubblicato parallelamente alle prime sedute del procedimento penale che lo riguardava.

#### L'amante di Lady Chatterley

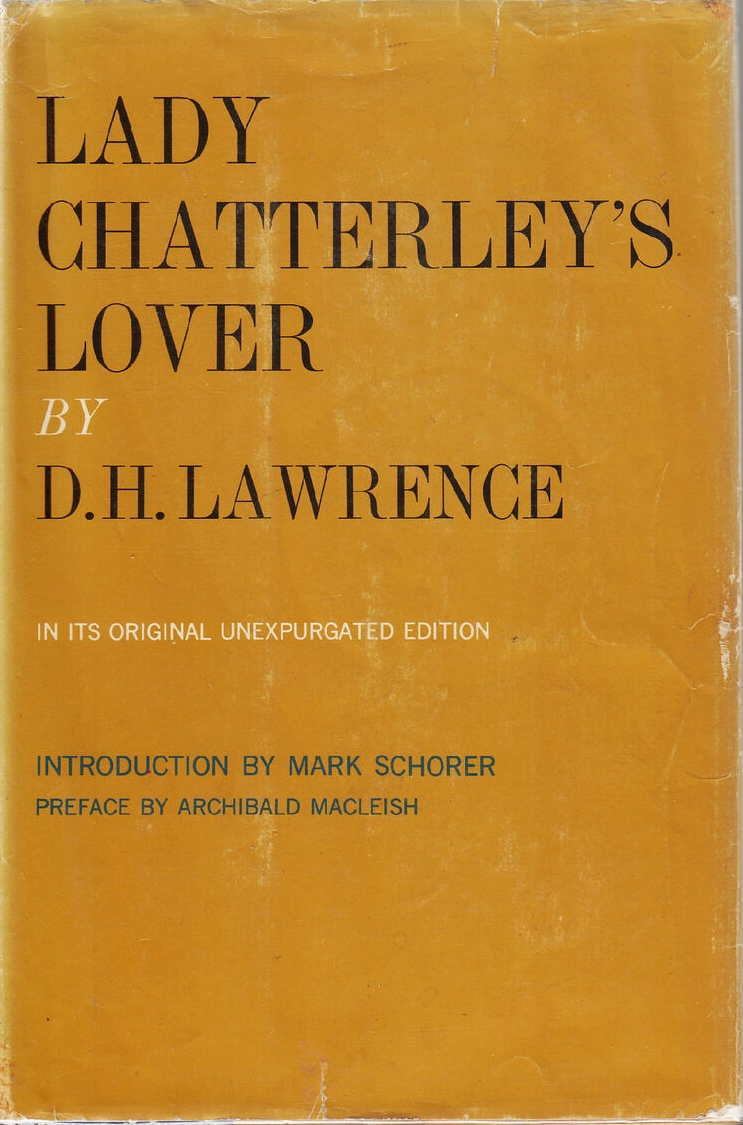
Edizione del 1959 de L'amante di Lady Chatterley

Nel Giappone del dopoguerra le garanzie costituzionali sulla libera espressione avevano favorito il boom dell'editoria: le 300 case editrici registrate nel 1945 passarono ad oltre 4.600 nel 1948. Stimolato da questo nuovo clima, l'editore Koyama Shoten intraprese nel 1950 la pubblicazione dell'opera omnia di D.H. Lawrence partendo dal suo libro allora più famoso e discusso, L'amante di Lady Chatterley, di cui circolavano molte edizioni pirata. Si rivolse come traduttore a Itō Sei che aveva già realizzato due traduzioni censurate nel 1935 e nel 1936 con altri editori. Nonostante le perplessità dello scrittore, che temeva possibili conseguenze, Koyama decise di pubblicare la versione integrale, senza tagli, che uscì in due volumi tra aprile e maggio del 1950.
Questa nuova edizione registrò un enorme successo, vendendo in due mesi circa 150.000 copie; il libro, tuttavia, fu quasi immediatamente posto sotto sequestro con l'accusa di oscenità, sulla base dell'articolo 175 del codice penale "Vendita di documenti osceni". Il processo, iniziato nel 1951, durò diversi anni, per un totale di trentasei sedute e produsse oltre trenta volumi di verbali. Itō e l'editore Koyama nel 1957 furono condannati in via definitiva e pagarono rispettivamente multe di 100.000 yen e 250.000 yen.
Le due principali questioni sollevate nel processo furono se le norme relative ai documenti osceni violassero la "libertà di espressione" garantita dalla Costituzione e se, oltre all'editore, fosse giustificato incriminare anche il traduttore. Nella sentenza finale, che respinse ogni possibile ricorso, venne sostenuto che

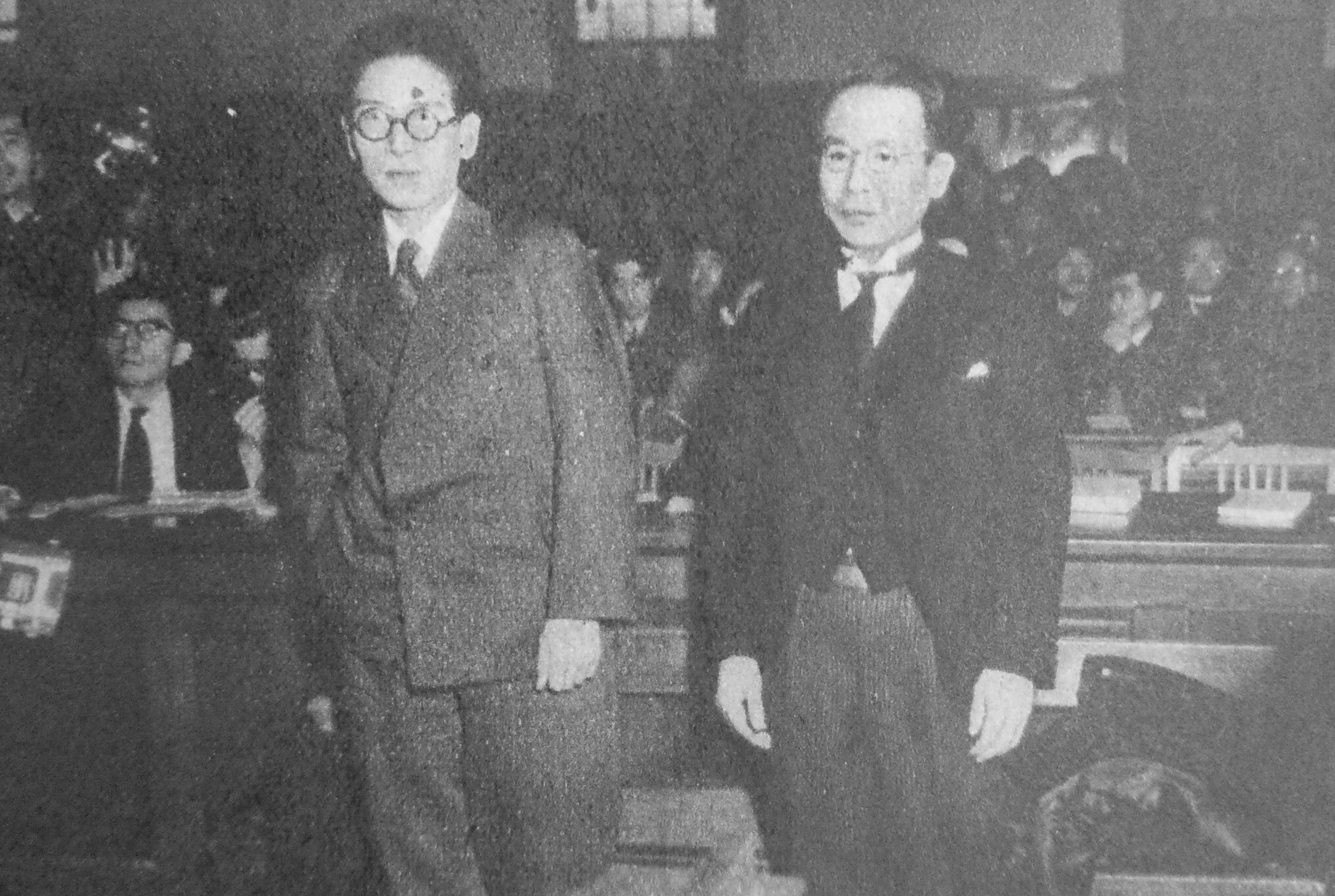
Ito e il suo avvocato al primo processo per la pubblicazione de L'amante di Lady Chatterley

In un suo articolo del 1951, Itō spiegò che alla base del romanzo di Lawrence vi era la volontà di contrapporsi alla tendenza, diffusa nella società europea, di "ignorare la vita umana attraverso la distorsione e l'occultamento della sessualità, santificando il corpo"; lo scrittore irlandese aveva reagito "al disprezzo per la carne e il sangue e alla fallacia dell'idea cristiana che la vita spirituale fosse separata dalla carne", dopo un lungo periodo di guerra durante il quale i seguaci dell'insegnamento cristiano si erano massacrati gli uni contro gli altri, causando una devastazione spirituale. Secondo Itō, in accordo con la diffusa dottrina psicoanalitica, Lawrence sosteneva che l'impulso sessuale era alla base della formazione della personalità e con L'amante di Lady Chatterley aveva cercato di creare "una nuova immagine etica dell'uomo raffigurando la resurrezione della carne e del sangue."
In un altro articolo di commento al processo in corso, intitolato Saiban e pubblicato sulla rivista Chūō kōron alla fine del 1951, affermò che la condanna del libro forniva "in modo del tutto inaspettato un diagramma dello stato degli intellettuali giapponesi nel periodo postbellico".
Il clamore che accompagnò il processo rese il traduttore incriminato molto popolare ed aumentò l'attenzione sulle sue opere. Nel 1953 Itō pubblicò la prima puntata di una raccolta di saggi, Josei ni kansuru jū ni shō (女性に関する十二章, trad.: Dodici capitoli sulle donne), che parlava di matrimonio, amore, emozioni, serializzato nel corso dell'anno sulla rivista Fujin Koron; l'anno successivo venne pubblicato come libro e diventò un bestseller, seguito da un film omonimo diretto da Kon Ichikawa.
Nel 1953 godette di un certo successo anche il romanzo Hi no Tori (火の鳥, trad.: L'uccello di fuoco) che utilizzava il flusso di coscienza, una combinazione di generi narrativi diversi e uno stile lirico leggermente malinconico per raccontare la storia del percorso di vita e del destino fallito dei giovani attori e attrici della Rose Troupe, emblema delle difficoltà esistenti nel Giappone nel primo dopoguerra; nel 1954 scrisse il saggio Introduzione alla letteratura 文学入門.
Dopo essere stato serializzato nella rivista Chūō kōron, nel 1956 uscì come libro Wakai shijin no shōzō (若い詩人の肖像, trad.: Ritratto di un giovane poeta) un romanzo autobiografico sul periodo della giovinezza dell'autore, dai tempi di scuola a quando decise di trasferirsi a Tokyo per farsi un nome come poeta.
Secondo alcuni critici il Ritratto testimonia l'abbandono da parte dell'autore del modernismo e delle sue tecniche e l' "assorbimento del romanziere professionista nel mainstream", a seguito delle pressioni esercitate perché dimostrasse di essere un "buon giapponese" ed abbandonasse le sirene dell'Occidente.

#### Storia del mondo letterario giapponese

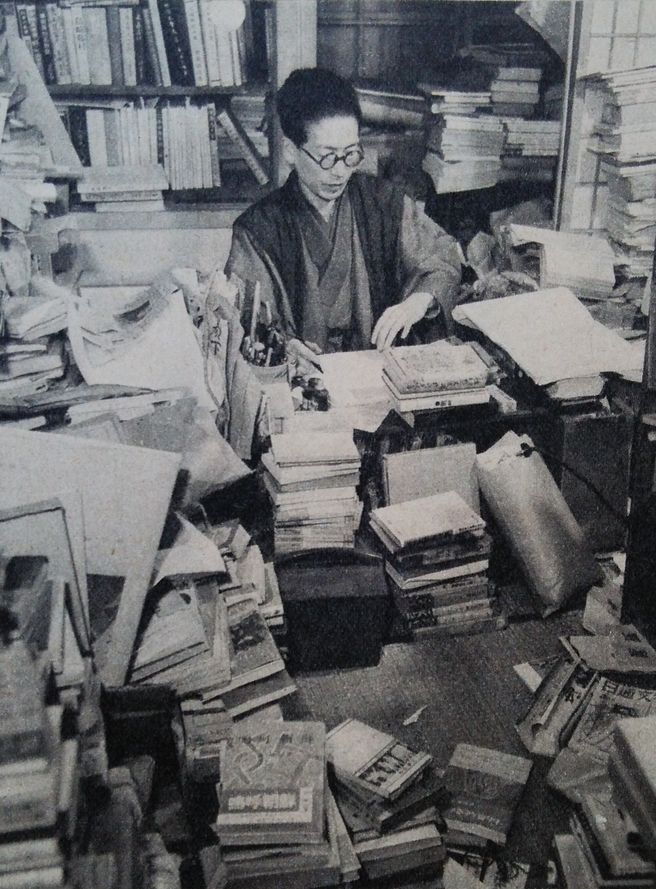
Ito Sei nel suo studio, 1953

Nihon Bundanshi (日本文壇史, trad.: Storia del mondo letterario giapponese), una raccolta della storia del mondo letterario giapponese dal periodo Meiji al primo Taisho (lo studio si chiude con la morte di Natsume Sōseki nel 1916), uscì serializzata a partire dal 1952 e continuò fino alla morte di Itō nel 1969, quando venne raccolta in 18 volumi. La serie fu successivamente continuata dall'amico Shigeki Senuma e terminò nel 1976 per un totale di 24 volumi.
L'opera presenta un resoconto storico dettagliato dell'establishment letterario giapponese, indagato in maniera ampia e critica come struttura sociale e culturale. Il bundan, la cui nascita è posta tra la fine degli anni '80 e '90 dell'Ottocento, è definito da Ito, una "fonte di identità e fratellanza", "un luogo per amici che condividevano una vita e una coscienza comuni", "un rifugio istituzionale dalla povertà, dall'oscurità e dall'incertezza". Al suo interno, aspiranti scrittori vivevano e studiavano con un maestro, in una sorta di condizione di apprendistato, nella tradizionale relazione gerarchica giapponese oyabun-kobun (padre/figlio, maestro/discepolo).
Gli studiosi hanno attribuito al termine bundan caratteri diversi, facendolo coincidere con l'intero mondo letterario, con una "comunità immaginata", che all'inizio del XX secolo diede a scrittori, editori, critici e lettori una casa spirituale, offrendo loro un'identità comune, o con una cerchia ristretta, con rivalità e comportamenti di gruppo; generalmente si ritiene che esso abbia svolto un ruolo rilevante nella produzione, ricezione e distribuzione delle opere letterarie, pubblicate quasi esclusivamente sulle cosiddette riviste di consorteria (dōjin o dōnin zasshi) e che come "corporazione" abbia limitato in qualche modo la libertà espressiva dei suoi membri, determinando e orientando il canone, gli standard, il contenuto e lo stile della produzione letteraria, che doveva strettamente collocarsi nell'alveo della "letteratura pura" (jun-bungaku), a lungo identificata con il "romanzo dell'io".
Itō, che negli anni trenta fu partecipante e osservatore del bundan, storicizza e raccoglie informazioni e dettagli di questo mondo letterario, degli autori che ne hanno fatto parte, di come certe esperienze abbiano influenzato i loro testi, alla ricerca dei "fattori che hanno plasmato la mentalità degli scrittori giapponesi",  studiati nel contesto della tradizione giapponese e dei modelli di pensiero orientali.
Anche se in seguito alcune sue teorie sarebbero state criticate - "l'immagine non realistica del bundan, la sopravvalutazione dei periodi Meiji e Taisho come plasmatori del carattere della letteratura giapponese moderna e la sottovalutazione degli eventi drammatici del periodo Showa" - la sua ricostruzione del mondo letterario giapponese rimane uno dei punti di riferimento degli studi letterari giapponesi.

### Anni sessanta
Negli anni sessanta scrisse Hakkutsu (発掘 trad.: Scavo), incentrato sul personaggio di Keizo, professore universitario di Tokyo che viene informato delle gravi condizioni in cui versa la sorella, colpita da un ictus.
Il suo ultimo romanzo, Hen'yō (変容, trad.: Trasformazione), scritto nel 1963, ha per protagonista un pittore sessantenne e affronta il tema della sessualità nella vecchiaia, mostrando come il desiderio, nonostante l'età, non venga meno.
In questi anni Itō svolse un importante ruolo nella campagna avviata per la fondazione del Museo della letteratura moderna giapponese di cui, al momento della fondazione, divenne direttore. Sostenne anche la Mostra della Letteratura di Hokkaido nel 1966 e la fondazione del Museo della Letteratura di Hokkaido nel 1967.
Fu vicepresidente del Pen Club giapponese e nel 1968 divenne membro della Japan Art Academy. Fino alla fine della sua vita lavorò alla sua opera principale, Storia del mondo letterario giapponese (1952-1969).
Nel 1969 fu ricoverato in ospedale per ostruzione intestinale, subì un intervento chirurgico e gli fu diagnosticato un cancro. Morì il 15 novembre al Cancer Research Association Hospital di Kamiikebukuro di Tokyo.
Nel 1970 venne pubblicato postumo, e in forma incompiuta, Nen'nen no hana (年々の花, trad.: Fiori annuali).

## Riconoscimenti
Nel 1970 è stato eretto un monumento in suo onore a Shioya, Hokkaido, su cui è stata incisa, con la calligrafia dell'autore, la poesia Il trovatello del mare dalla raccolta di poesie Dōng ye  (冬夜, trad.: Notte d'inverno, 1937).
Nello stesso anno, quando Solzhenitsyn vinse il premio per il suo lavoro sull'Arcipelago Gulag, venne rivelato che Itō aveva ricevuto una candidatura al premio Nobel su iniziativa dello scrittore Junichi Watanabe.
Nel 1990 la città di Otaru ha istituito il Premio Letterario Sei Itō, assegnato ogni anno a romanzi e saggi significativi di critica letteraria.
Dopo la sua morte l'editore Shinchosha ha pubblicato tra il 1972 e il 1974 le opere complete di Itō in 24 volumi; la sua prima biografia, 伝記 伊藤整 è uscita nel 1977 ad opera dello studioso Hiroyoshi Sone, ex professore della Nihon University Hiroyoshi Sone, scomparso nel 2016.
Itō ha tenuto un diario dal tempo della Guerra del Pacifico fino alla sua morte nel novembre 1969. Il figlio Rei Itō lo ha in seguito raccolto e pubblicato in otto volumi. Questo materiale è importante non solo per gli studi sullo scrittore, ma anche per quelli riguardanti la letteratura giapponese del dopoguerra e la storia sociale.

## Opere (selezione)

### Raccolte di poesie
- Yukiakiri no michi (雪明りの路, trad.: Sentiero illuminato dalla neve), 1926
- Dōng ye  (冬夜, trad.: Notte d'inverno), 1937
- Itō Sei shishū (伊藤整詩集, trad.: Raccolta di poesie di Itō Sei), 1958

### Racconti e romanzi
- Kanjōsaibō no danmen (trad.: Sezione trasversale delle cellule emozionali), 1930
- Seibutsusai (生物祭, trad.: La festa degli esseri viventi), 1932 - raccolta di racconti
- Yūki no machi (trad.: Città dei fantasmi), 1937
- Ishi o nageru on'na (石を投げる女 trad.: La donna che lancia le pietre), 1938 - raccolta di racconti
- Seishun (青春 trad.: Giovinezza), 1939
- Machi to mura (街と村, trad.: Città e villaggio), 1939 - raccolta di racconti
- Noriko no iki-kata (典子の生きかた trad.: Lo stile di vita di Noriko), 1940
- Tokunō Gorō no seikatsu to iken (吉祥天女, trad.: Vita e opinioni di Gorō Tokunō), 1941
- Tokunō Monogatari (得能物語), 1942
- Chichi no kioku (父の記憶, trad.: Ricordi di mio padre) ,1943 - raccolta di racconti
- Narumi Senkichi (鳴海仙吉), 1950
- Hi no Tori (火の鳥, trad.: L'uccello di fuoco), 1953
- Wakai shijin no shōzō (若い詩人の肖像, trad.: Ritratto di un giovane poeta), 1956
- Yūwaku (誘惑, trad.: Tentazione), 1957
- Hanran (氾濫, trad.: Alluvione), 1958
- Niji (虹, trad.: Arcobaleno), 1962
- Hen'yō (変容, trad.: Trasformazione), 1963

### Saggi
- Shin shinrishugi bungaku (新心理主義文学, trad.: Nuova letteratura psicologica), 1932
- Shōsetsu no unmei (小説の運命, trad.: Il destino del romanzo), 1937
- Geijutsu no shiso 芸術の思想, trad.: Pensieri sull’arte), 1938
- Gendai no bundaku (現代の文学, trad.: Letteratura moderna), 1939
- Watashi no shōsetsu kenkyū (私の小説研究, trad.: La mia ricerca sui romanzi), 1939
- Bungaku to seikatsu (文学と生活, trad.: Letteratura e vita) ,1941
- Manshū No Asa (満洲の朝 trad.: Mattinate in Manciuria), 1941 - diario di viaggio
- Shōsetsu no Hōhō (ょうせつのほうほう, trad.: Il metodo del romanzo), 1948
- Sei to bungaku (性と文学, trad.: Sesso e letteratura), 1951
- Josei ni kansuru jū ni shō (女性に関する十二章, trad.: Dodici capitoli sulle donne), 1953
- Itō Sei-shi no seikatsu to iken (伊藤整氏の生活と意見, trad.: La vita e le opinioni di Ito Sei), 1953
- Kindai Nihon no bungakushi (近代日本の文学史, trad.: Storia del mondo letterario giapponese), 1952-69

### Traduzioni
- Mattinate in Messico di D.H. Lawrence, 1927
- Yurishiizu (ユリシイズ Ulisse di James Joyce, co-tradotto con Sada Nagamatsu e Hisanori Tsujino), 1931 - 1934
- Chatareifujin'nokoibito (チャタレイ夫人の恋人 " , trad.: L'amante di Lady Chatterley di D.H. Lawrence), 1935, 1950
- Semakimon (狭き門, trad.: La porta stretta di André Gide), 1935
- Shinchōshi (新潮l trad.: Il ponte di San Luis Rei di Thornton Wilder), 1940
- Yogore naki jidai (汚れなき時代, trad.: L’età dell’innocenza di Edith Wharton, 1941
- Shōkōjo (小公女, trad.: La piccola principessa di Frances Hodgson Burnett, 1949
- Wakakusa monogatai (若草物語, trad.: Piccole Donne di Louisa May Alcott), 1962

### Adattamenti cinematografici
- Josei ni kansuru jū ni shō (女性に関する十二章, trad.: Dodici capitoli sulle donne), 1954, diretto da Kon Ichikawa, Keiko Tsushima, Hiroshi Koizumi
- Hi no Tori (火の鳥, trad.: L'uccello di fuoco), 1956, diretto da Umeji Inoue, Yumeji Tsukioka, Shin Date
- Kansho (感傷夫人, trad.: La signora sentimentale), 1956, diretto da Kiyoshi Horiike, Yumeji Tsukioka, Saegusa Kitahara
- Yūwaku (誘惑, trad.: Tentazione), 1957, diretto da Yasushi Nakahira, Izumi Ashikawa, Koreya Senda
- Hanran (氾濫, trad.: Alluvione), 1959, diretto da Yasuzo Masumura, Fumiko Wakao, Toshinobu Saburi